# Oestranthrax farinosus
Oestranthrax farinosus is een vliegensoort uit de familie van de wolzwevers (Bombyliidae). De wetenschappelijke naam van de soort is voor het eerst geldig gepubliceerd in 1953 door Johnson and Maughan.